# Casalbuono
Casalbuono község (comune) Olaszország Campania régiójában, Salerno megyében.

## Fekvése
A Vallo di Diano déli részén fekszik, területe Basilicata régióval határos. Határai: Casaletto Spartano, Lagonegro, Montesano sulla Marcellana és Sanza.

## Története
A települést a 10. században alapították a cilentói tengerparti vidékről, a Vallo di Diano és a környező hegységek területére, a szaracén kalózok elől menekülő lakosok. A középkor során nemesi családok birtokolták (Sanseverino, dei Cardone). A 19. században vált önálló községgé, amikor a Nápolyi Királyságban felszámolták a feudalizmust.

## Népessége
A népesség számának alakulása:

## Főbb látnivalói
- Palazzo del Barone - középkori nemesi palota
- Santa Maria delle Grazie-templom